# Musée Honmè
Le musée Honmè ou Honmey est un musée béninois installé dans le palais des anciens rois de Hogbonou, situé dans le quartier Avassa de Porto-Novo, la capitale du pays. Honmè ou Honmey signifie « à l'intérieur de la porte », et, par extension, le terme désigne un palais.

## Architecture

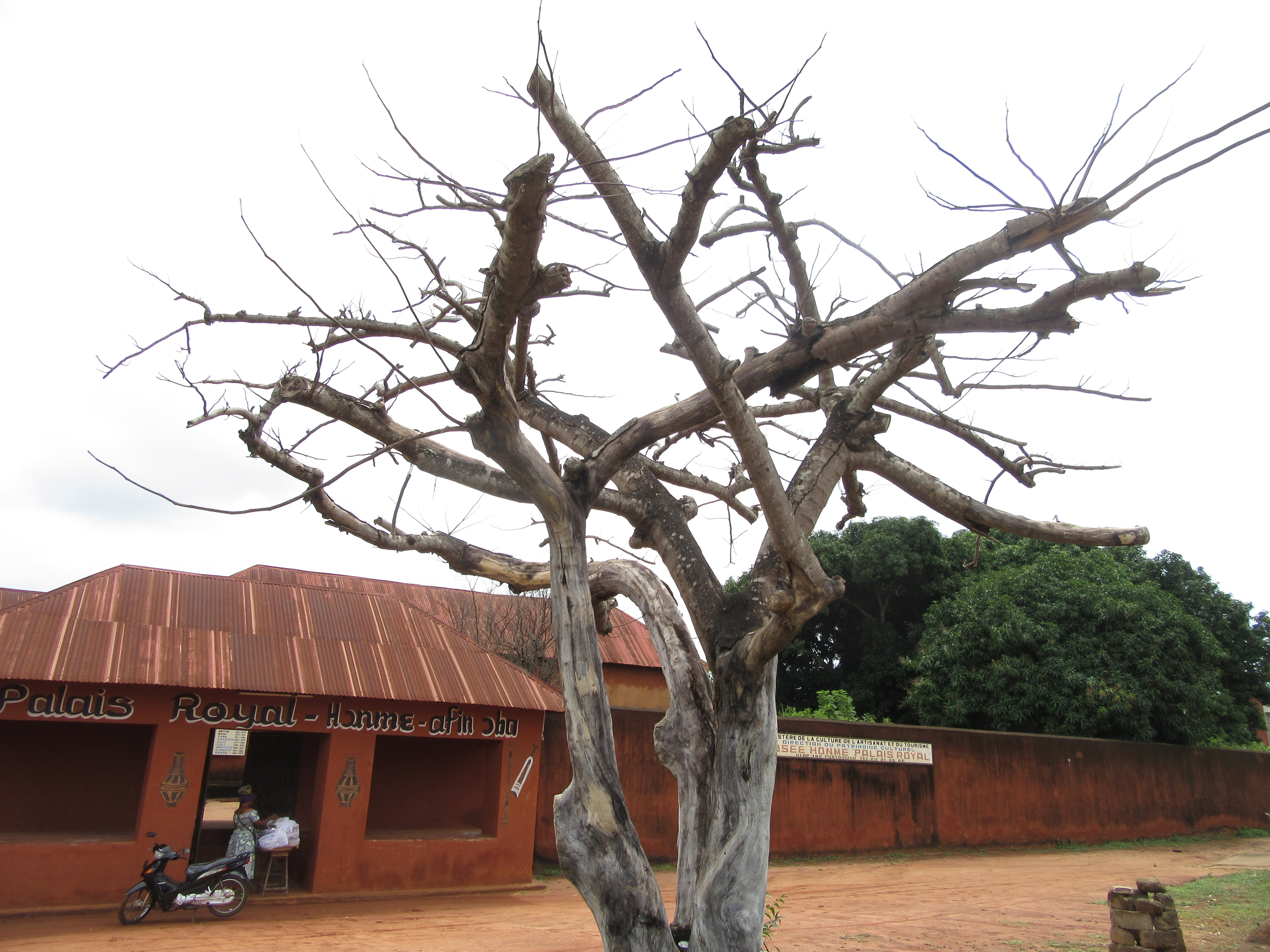
Cour extérieure du musée.

Le musée Honmè s'étend sur 2,5 hectares.

Cours intérieures
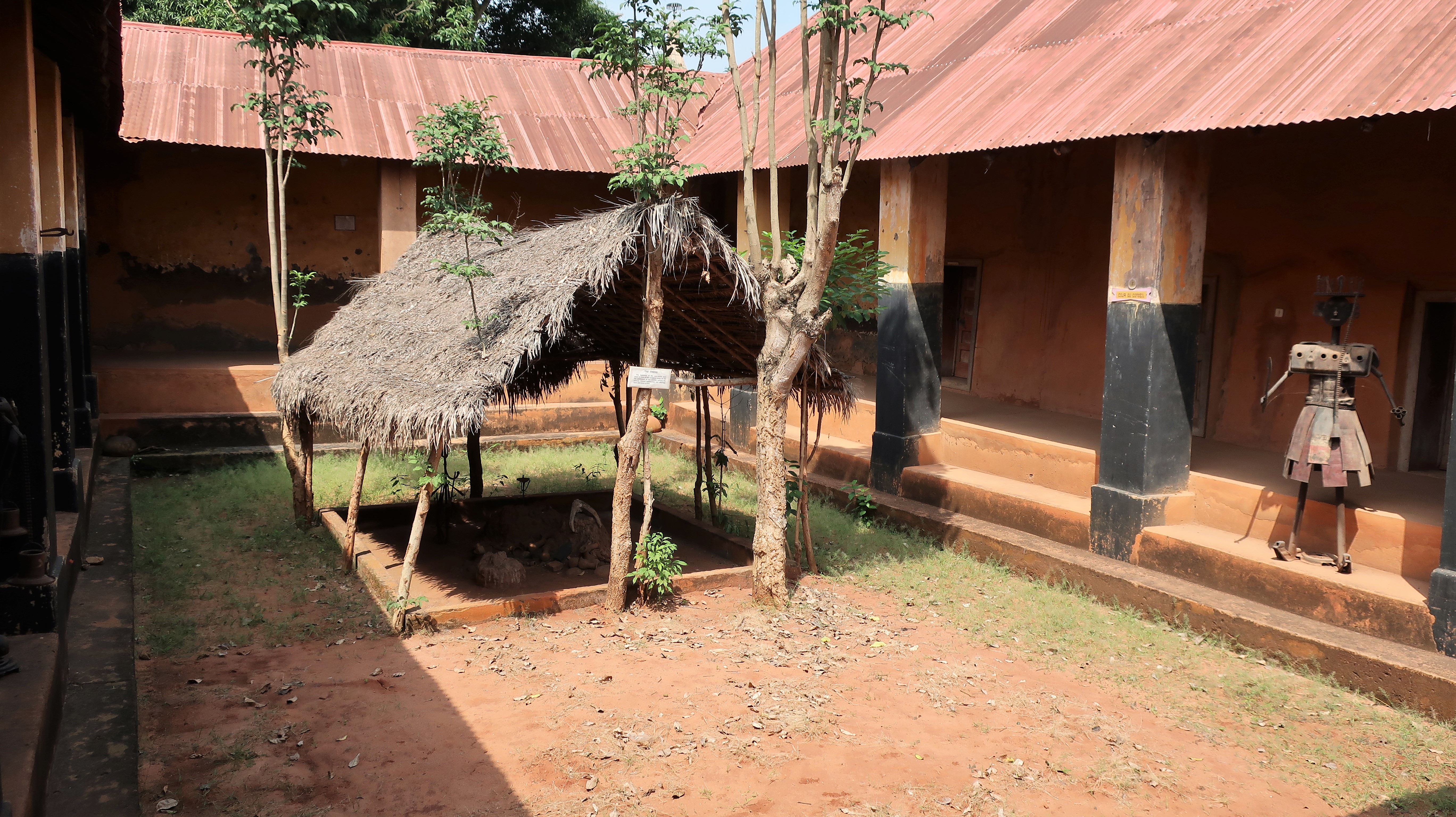
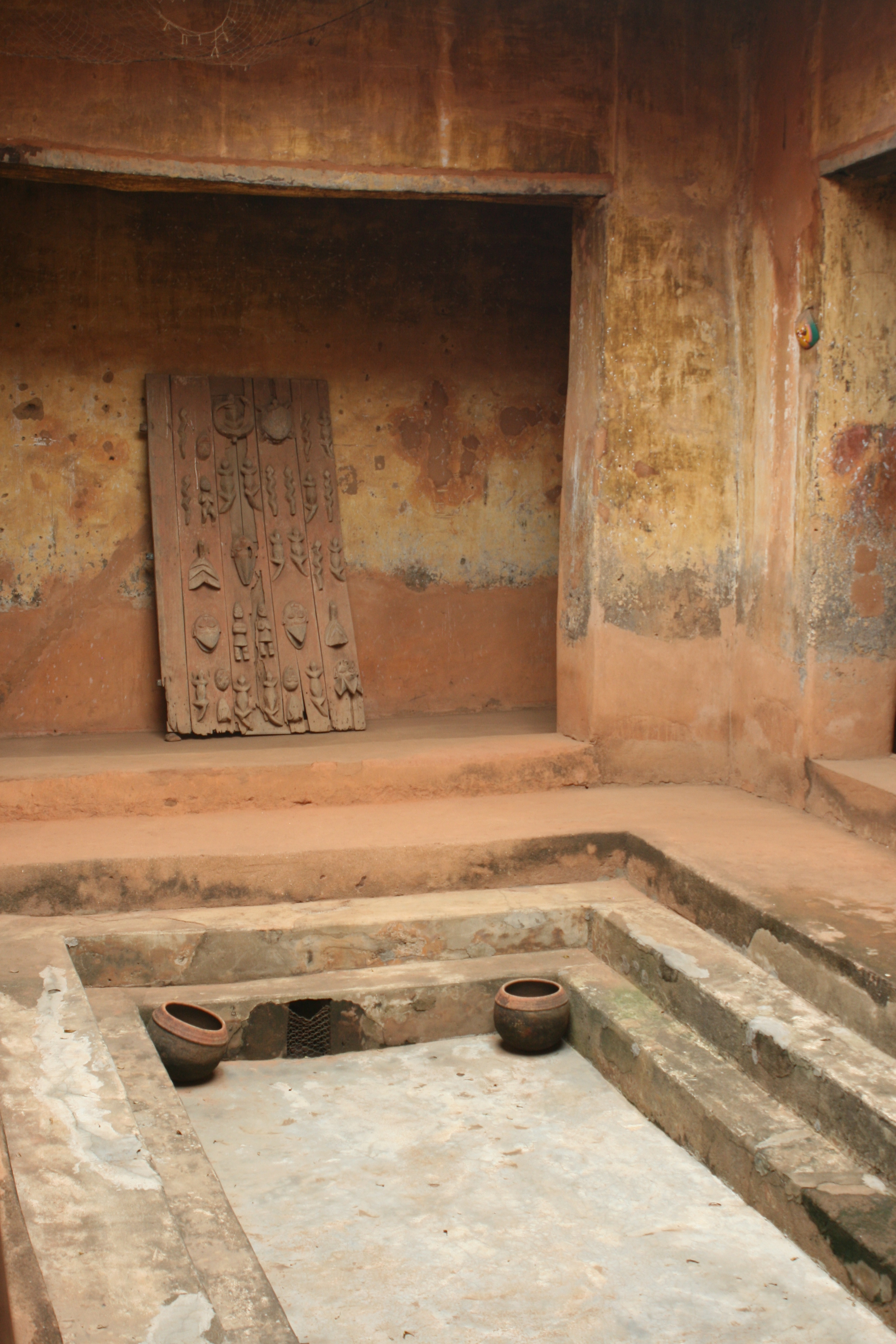
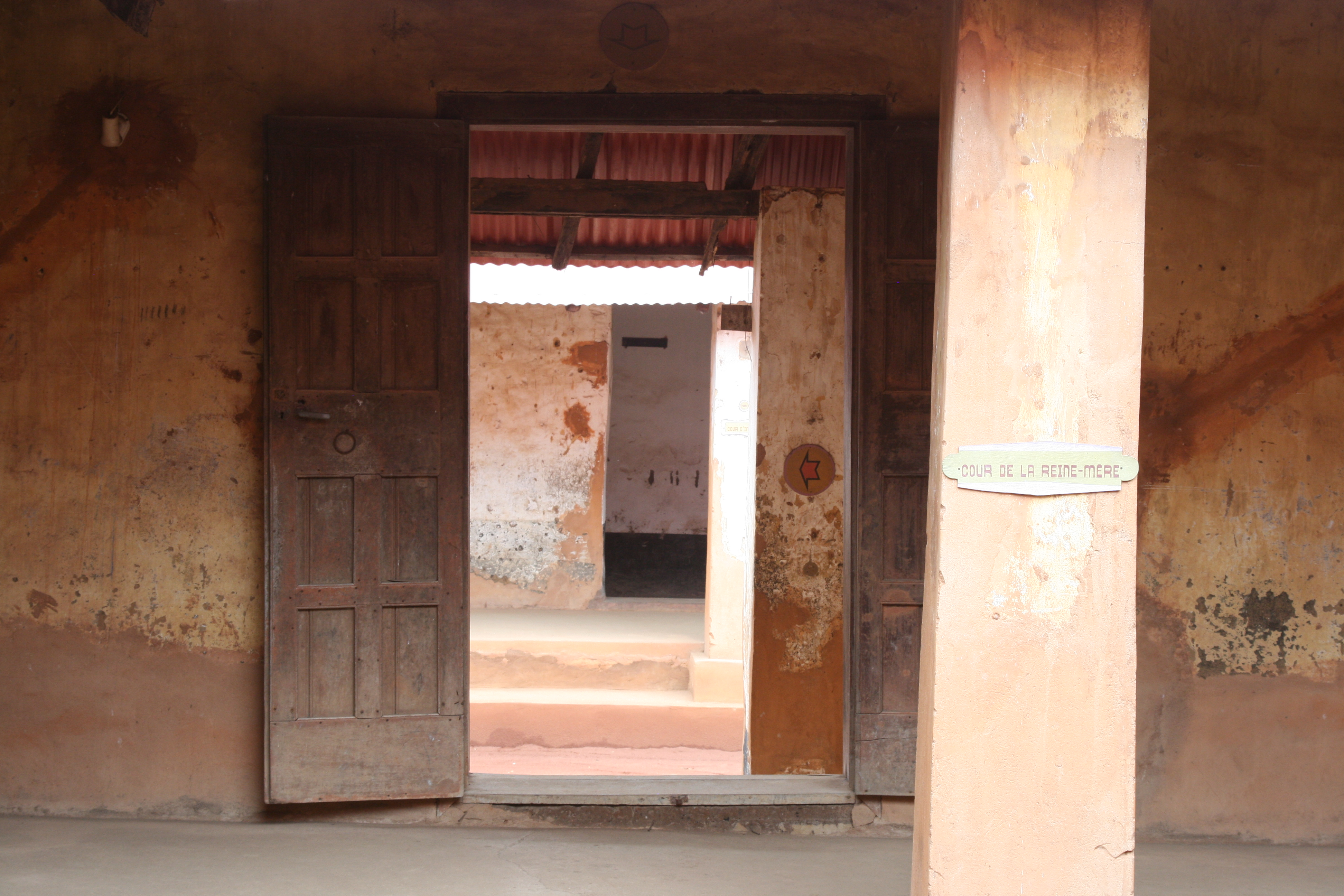

## Collections
Le musée Honmè ou Honmey est avant tout un musée de site, mais il détient environ 230 objets conservés dans les réserves. Il s'agit notamment d'objets cultuels, d'instruments de musique, de poteries, d'asen (autels portatifs), de meubles et objets usuels, de photographies de membres des familles royales, ainsi qu'un buste en bronze du roi Toffa.
Le musée accueille aussi des expositions temporaires. Une partie du site est préservée en tant que lieu sacré où des cérémonies sont organisées.

Exposition (1999)
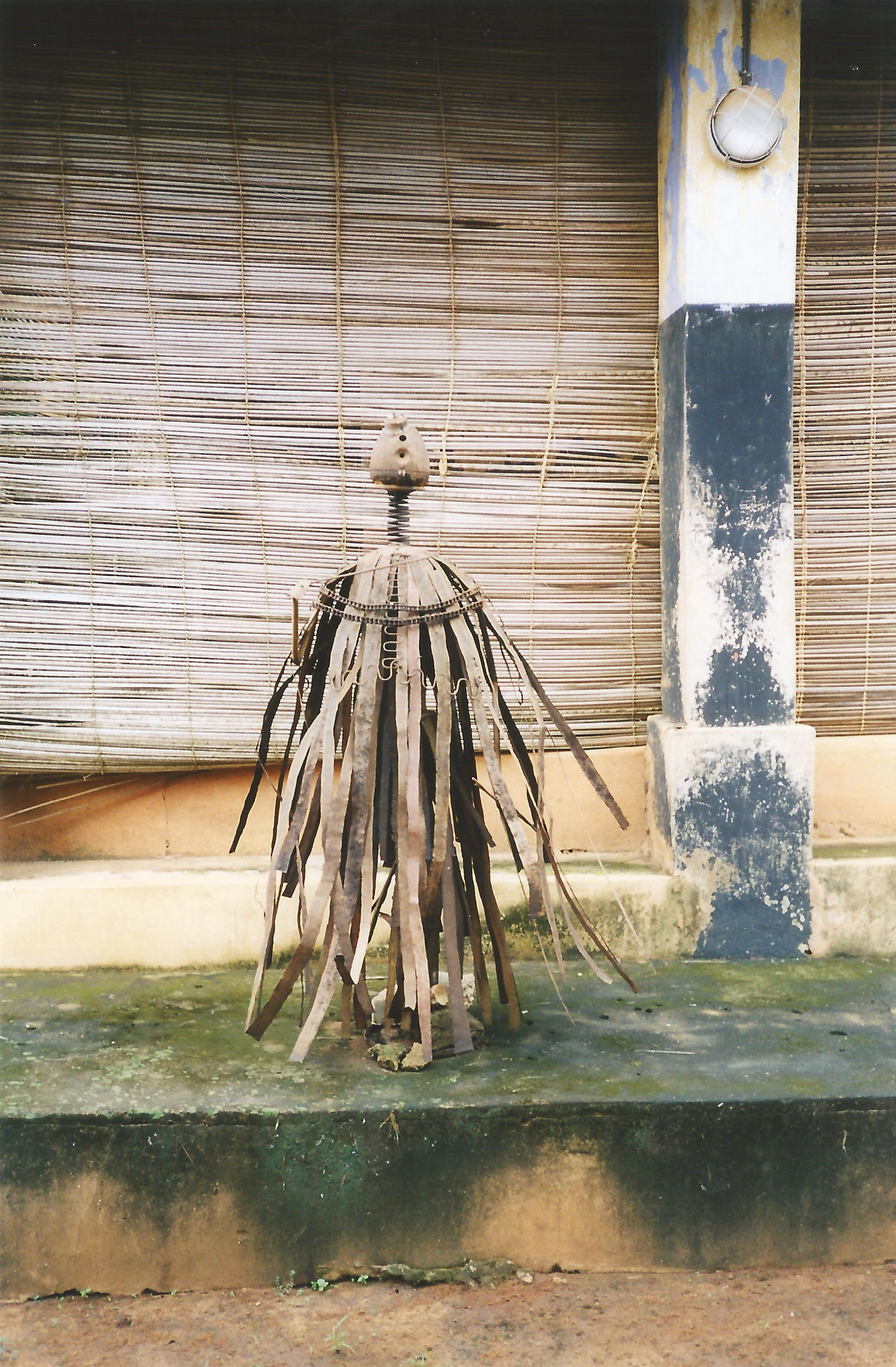
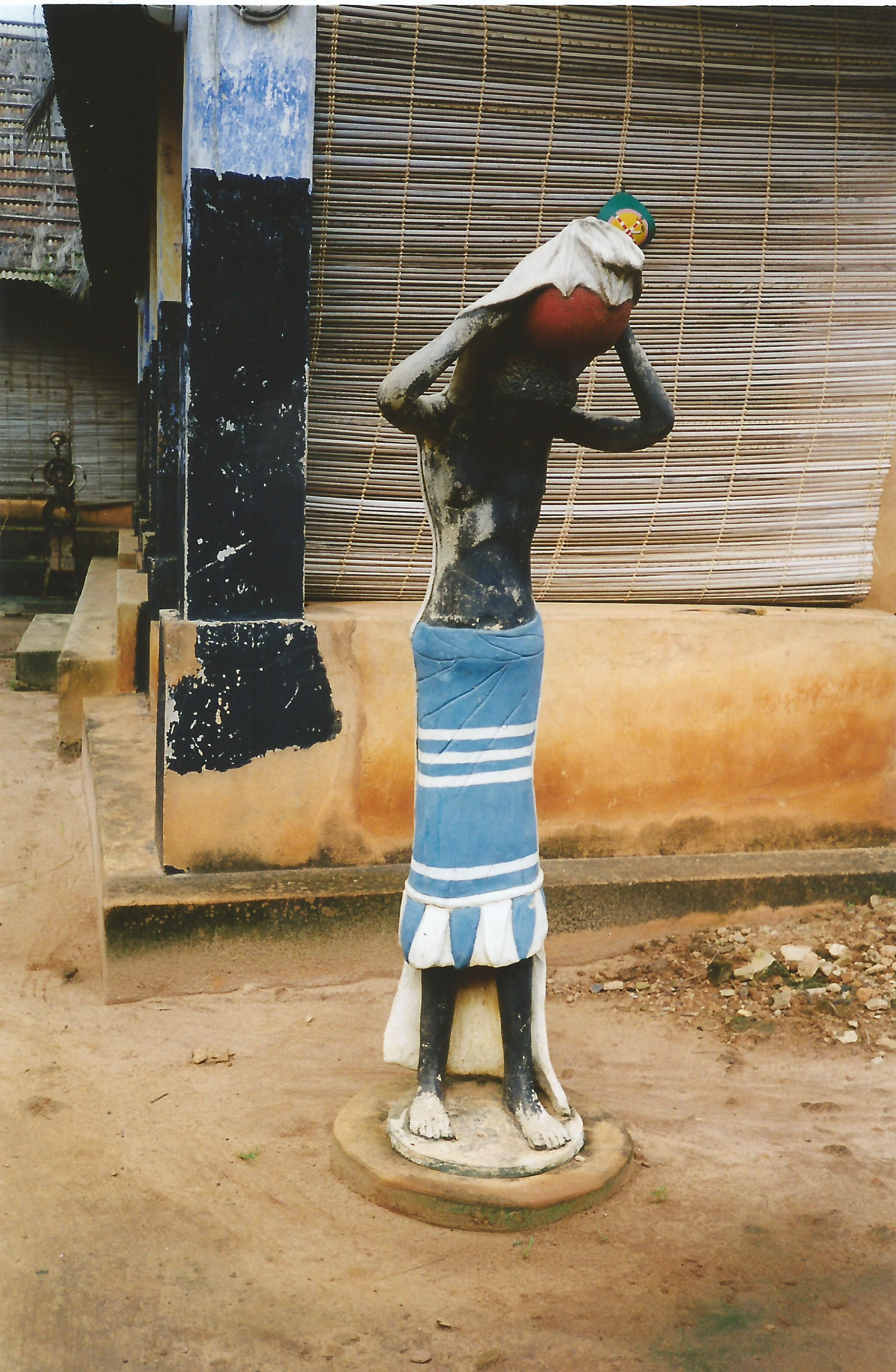
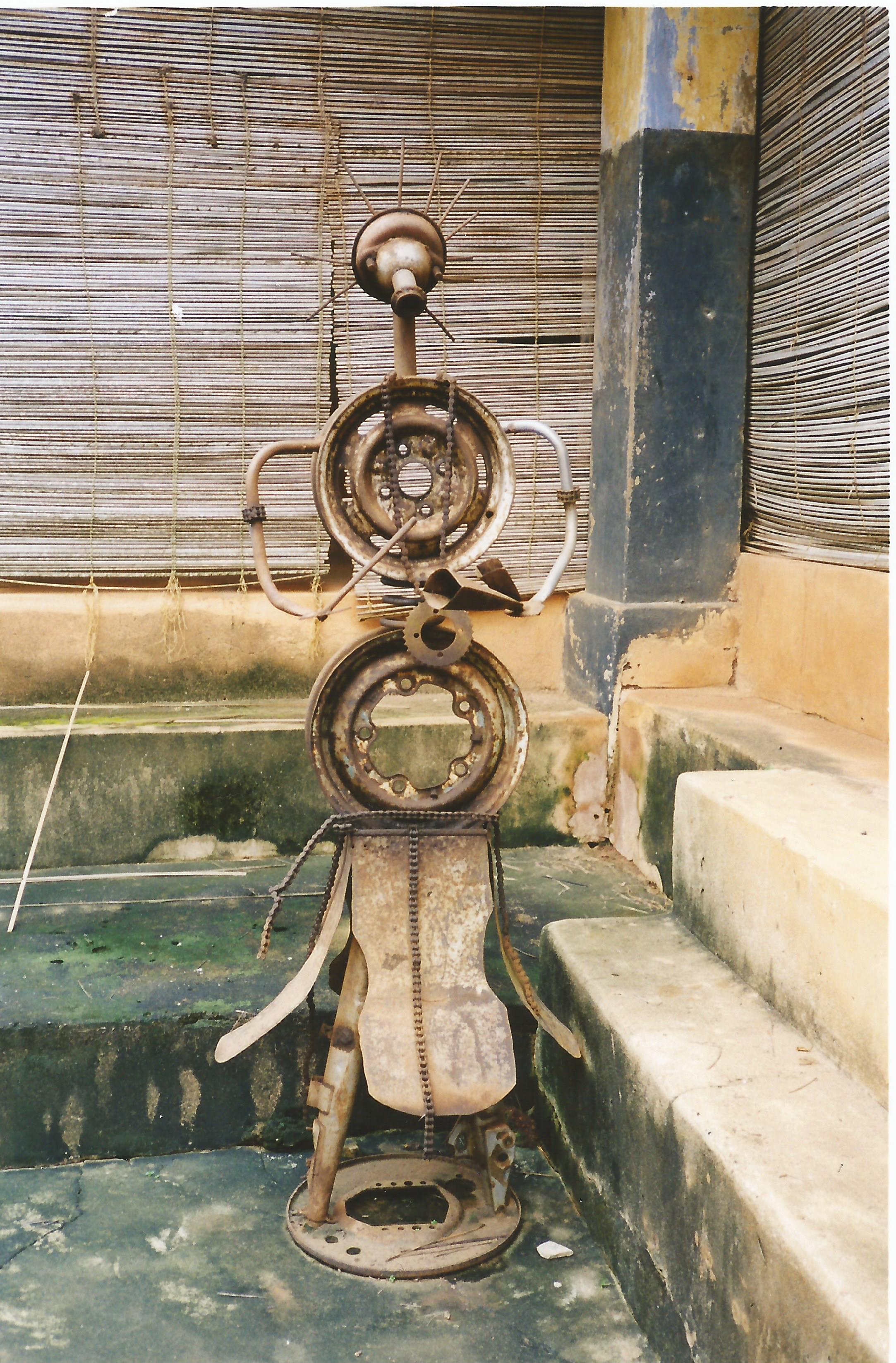
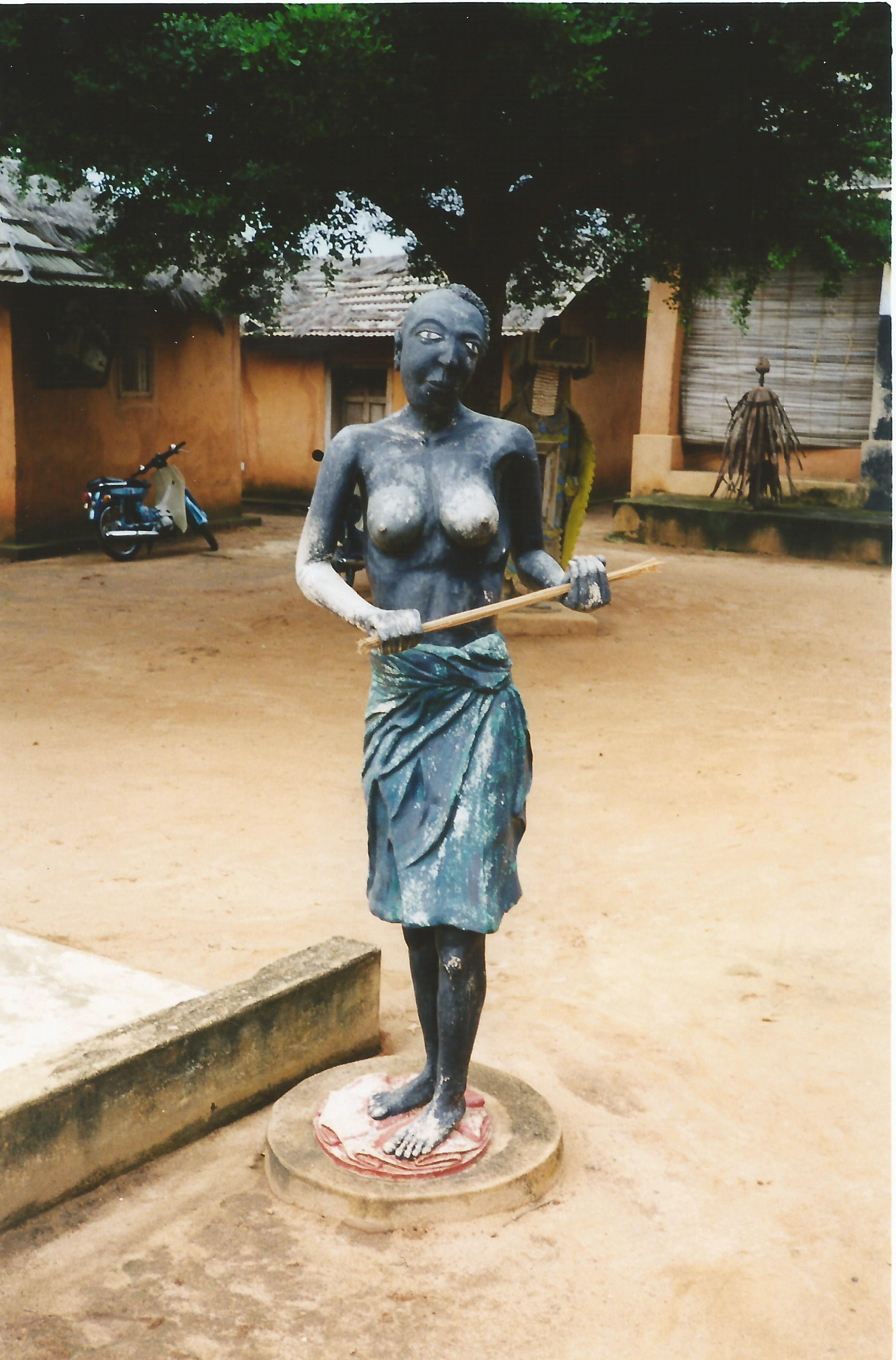
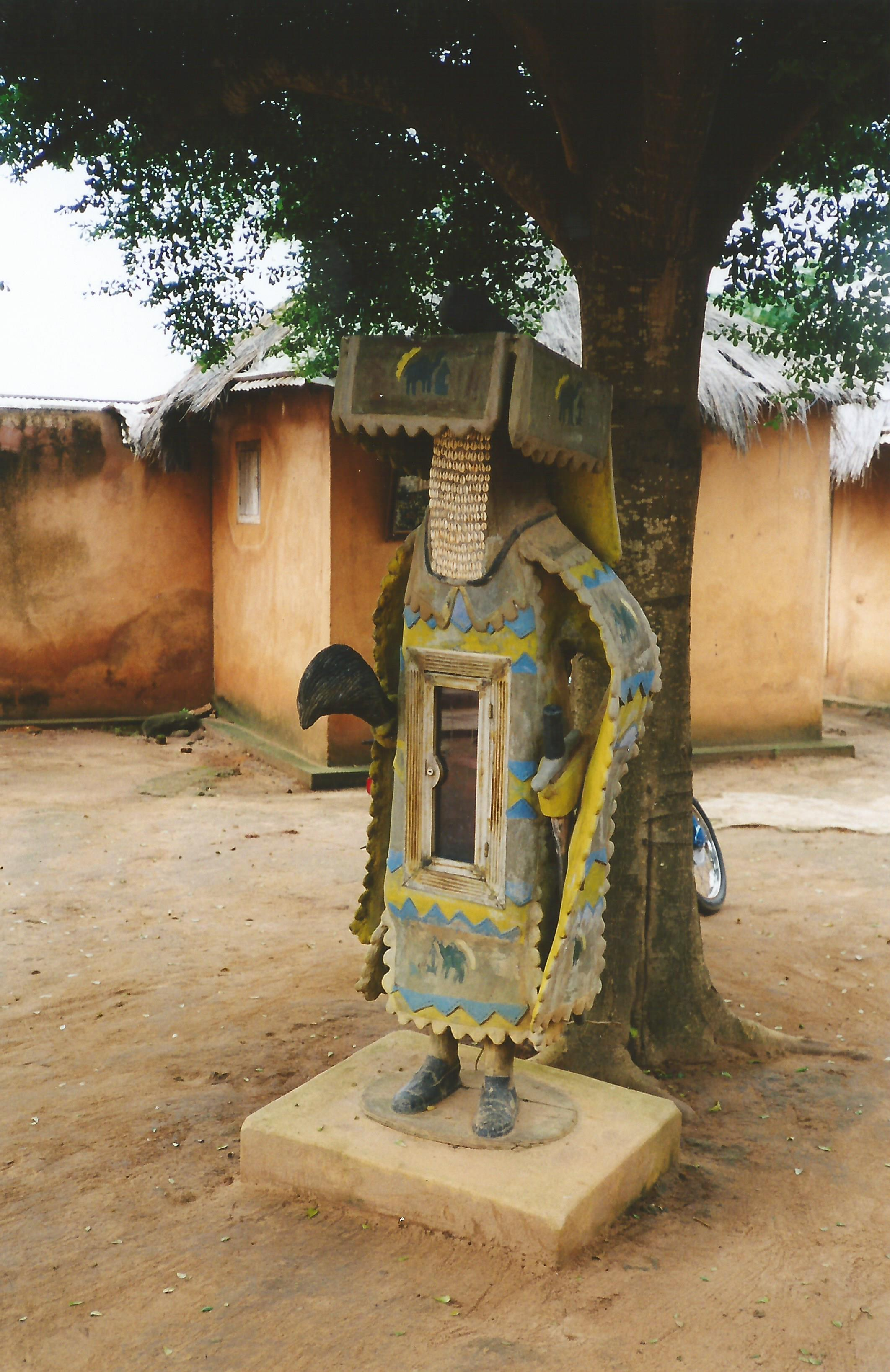
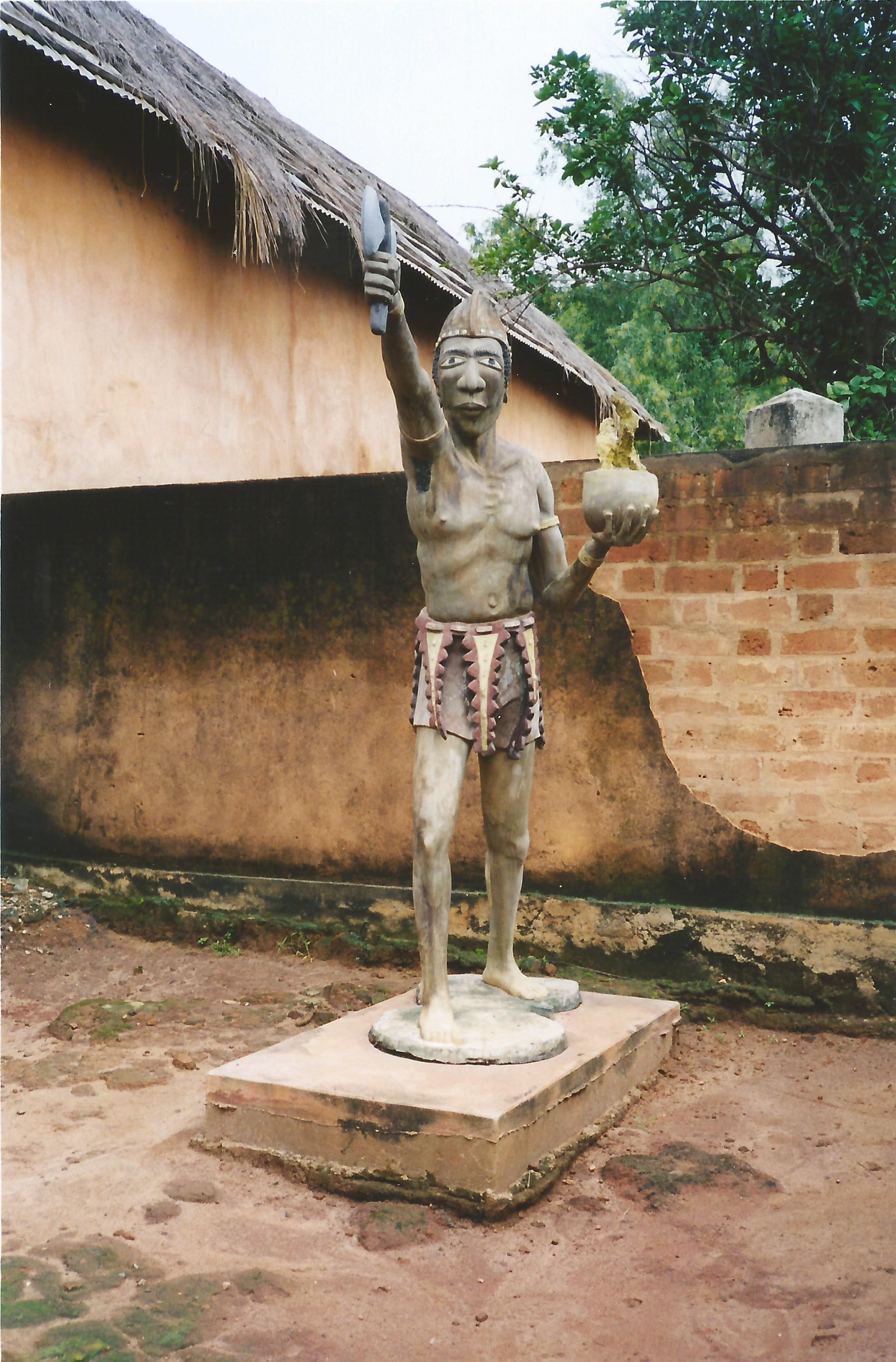

## Gestion
Depuis 2007 le musée Honmey est géré par une équipe constituée de :
- Gildas Montcho Gildas, directeur et conservateur[1],
- Jean-Jacques Gbedo, directeur chargé du tourisme,
- Euloge Homeky, premier adjoint au directeur,
- Inoussa Nourou, deuxième adjoint au directeur.

Le Musée Adja Honmè ou Honmey est muni d'une structure d'expertise d'objets d'arts africains, nommée Lawson Commodies Negoce Company, en hommage à James Lawson  Derisbourg, qui enseignait au fondateur les premières phrases en anglais[réf. nécessaire].

## Fréquentation
| 1995  | 1996  | 1997  | 1998  | 1999  | 2000  | 2001  | 2002 | 2003  |
| ----- | ----- | ----- | ----- | ----- | ----- | ----- | ---- | ----- |
| 4 022 | 5 519 | 4 623 | 7 476 | 5 932 | 6 277 | 4 956 | -    | 6 778 |

| 2004  | 2005  | 2006  | 2007  | - | - | - | - | - |
| ----- | ----- | ----- | ----- | - | - | - | - | - |
| 5 925 | 7 103 | 7 063 | 7 414 | - | - | - | - | - |

| Jours          | Heure         |
| -------------- | ------------- |
| Lundi - Samedi | 08h00 – 17h00 |